# 포니로모
포니로모 (Ponyromo)는 미국의 힙합 래퍼이다. 

## 디스코그래피
- 2019.08.16 EP 'Polo Season'
- 2023.06.07 EP 'Pony Lost Tapes'